# Love Hina
Love Hina (на японски: ラブ ひな Rabu Hina) е японска манга с автор Кен Акамацу, издавана в периода от 21 октомври 1998 г. до 31 октомври 2001 г. Главите на мангата са събрани в 14 тома, издавани от „Коданша“. Мангата и анимето проследяват историята на Кейтаро Урашима и опитите му да открие момичето, с което двамата двамата заедно са си обещали като деца да влязат в Токийския университет. Мангата е лицензирана на английски език за Северна Америка и Великобритания от Tokyopop, в Австралия – от Madman Entertainment, а в Сингапур – от Chuang Yi.
Анимето се състои от 24 епизода, продуцирани от Xebec и излъчвани в Япония от 19 април до 27 септември 2000 г. По-късно е издаден допълнителен DVD епизод, както и три допълнителни под името Love Hina Again. В Япония мангата достига 16 продадени копия и добива популярност и на международно ниво.

## Сюжет
Внимание:  Текстът по-долу разкрива сюжета на произведението (или части от него)!
Историята е романтична комедия, чието действие се развива в префектурата Канагава. Главният герой е момче на име Кейтаро Урашима, което се опитва да изпълни детското си обещание към момиче, чието име не може да си спомни, да влязат заедно в Токийския университет. Поради това, че се проваля на приемния изпит два пъти, родителите му престават да го издържат, затова се премества да живее в хотела на баба си, за който разбира, че е превърнат в момичешко общежитие. Наемателките му замалко да го изгонят от него, когато бабата на Кейтаро им съобщава, че именно внукът ѝ е новият управител на постройката. Отсега нататък Кейтаро е натоварен със задачата да намери баланса между това, да бъде управител на женско общежитие, и това, да се справя със собствените си отговорности.
В общежитието Кейтаро се запознава с Нару Нарусегава, която също учи, за да влезе в Токийския университет. Тя се класира на първо място от цяла Япония на приемните изпити и Кейтаро я убеждава да му помогне за приемната подготовка. Докато двамата се сближават покрай учебния процес и след като по стечение на обстоятелствата неволно прочита малка част от дневника на Нару, Кейтаро постепенно започва да се убеждава, че именно тя би могла да е момичето, с което е сключил обещание като малък. На втория ден от приемния изпит Кейтаро я пита дали тя е въпросното момиче и остава изумен, когато му отвръща, че не е тя. Въпреки съвместното учене и двамата се провалят на изпита. Двамата се скарват и решават да заминат поотделно по едно и също време, без да знаят, към Киото, където да се разсеят от случилото се. По време на почивката двамата се откриват един-друг и случайно се запознават с момиче на име Муцуми, която подобно на Кейтаро се е провалила на приемния изпит два пъти и отново се опитва да влезе в Токийския университет.
След като се връщат от Киото, Кейтаро и Нару вземат решението този път да си вземат изпита. Не след дълго Муцуми се премества в Токио и тримата започват да учат заедно. През този период Нару постепенно се убеждава, че Муцуми е момичето от спомените на Кейтаро, но тя ѝ, а не с Кейтаро. Когато идва денят на изпита, тримата участват на него, но тъй като Кейтаро се убеждава, че отново се е провалил на него, бяга надалеч от града, без да е видял официалния резултат. Нару, която също като него не е проверила резултатите от изпита, го преследва и намира, последвана от останалите момичета от общежитието. След като всички се събират отново, на двамата главни герои им е съобщено, че са си взели изпита заедно и с Муцуми.
Поради малка злополука на церемонията по откриването на новата учебна година Кейтаро не може да ходи и присъства на лекции в следващите три месеца. След като се възстановява, решава да продължи учението си с Нориясу Сета. Докато всички го изпращат на летището, Нару най-накрая истинските си чувства на Кейтаро и решава да го чака, докато се върне.
Когато главният герой се завръща у дома, той и Нару започват взаимно да споделят взаимни чувства един към друг. Докато се борят с нови препятствия, баба Хина се завръща в общежитието и разкрива, че не Муцуми е момичето от спомените на Кейтаро, а именно Нару. Четири години по-късно с ново момиче в общежитието Нару и Кейтаро вдигат сватба и така най-сетне спазват детското си обещание един на друг.
|  | Тази страница частично или изцяло представлява превод на страницата Love Hina в Уикипедия на английски. Оригиналният текст, както и този превод, са защитени от Лиценза „Криейтив Комънс – Признание – Споделяне на споделеното“, а за съдържание, създадено преди юни 2009 година – от Лиценза за свободна документация на ГНУ. Прегледайте историята на редакциите на оригиналната страница, както и на преводната страница, за да видите списъка на съавторите. ВАЖНО: Този шаблон се отнася единствено до авторските права върху съдържанието на статията. Добавянето му не отменя изискването да се посочват конкретни източници на твърденията, които да бъдат благонадеждни. |